# 嚴澂
嚴澂（1547年—1625年），字道澈，號天池，直隸蘇州府常熟縣人，明末古琴家。

## 生平

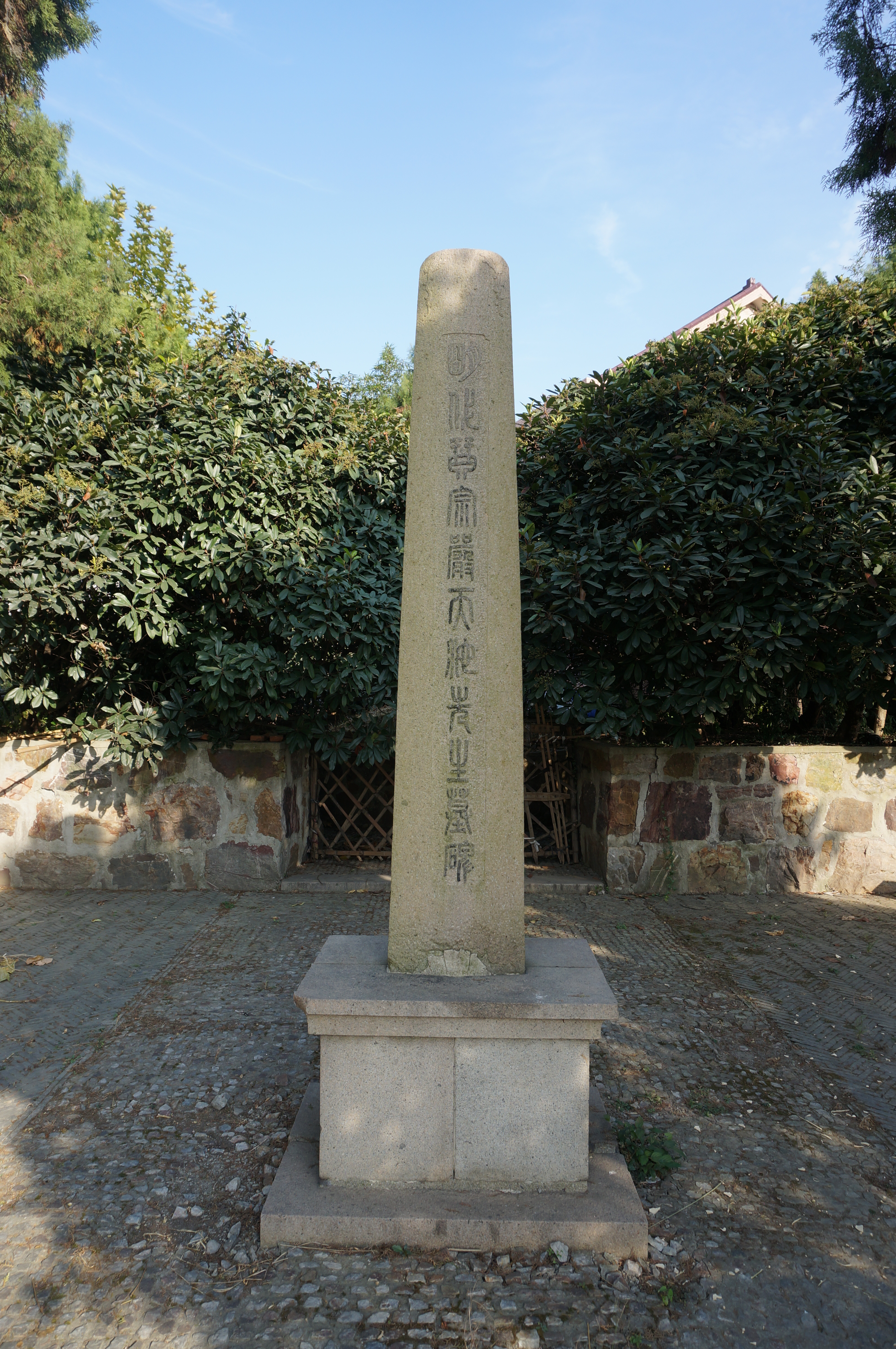
常熟嚴澂墓

吏部尚書、武英殿大學士、太子太保嚴訥次子，以父蔭授中書舍人，升刑部浙江司郎中，萬曆三十二年（1604年）出為邵武府知府，為官清廉，晚年致仕歸里。從陳愛桐子陳星源學琴，虞山琴派創始人，演奏風格講求“清、微、淡、遠”。他創立琴川琴社，與一眾琴師研討琴學，自言“琴之妙，发于性灵，通于政教，感人动物，分刚柔而辨兴替，又不尽在文而在声。何者？试使人诵诗，雄者未必指发，而肃者未必敛容，唯鼓琴则宫角分而清和别，郁勃宣而德意通，欲为之平，躁为之释”。

## 著作
著有《松弦館琴譜》2卷、《雲松巢集》12卷、《雲松巢談桂編》。

## 評價
嚴澂抨擊當時於琴曲中濫填文詞的風氣，主張發揮音樂本身的表現力。許重熙評價說：“早達聖賢之蘊，晚參乾竺之藏。可儒可禪，亦玄亦史。”